# アーリヤー航空
アーリヤー航空（ペルシア語: هواپیمایی آریا; Havāpeimā'ī-ye Ariyā）はイランのテヘランを拠点とする航空会社。国際線および国内線の旅客運送を行っている。主な拠点空港はメヘラーバード国際空港である。

## 沿革
アーリヤー航空は2000年の設立で、当時の名称はアーリヤー・エアツアーズであった。設立者はアスガル・アブドッラープールおよびメフディー・ダードピー。

## 機材
アーリヤー航空の機材は下記の通り（2009年7月現在）。
- 2 フォッカー 50
- 1 イリューシン Il-62M

## 事故
- 2000年11月13日、アーリヤー航空のヤコブレフ機がハイジャックされた[2]。
- 2009年7月24日、アーリヤー航空1525便着陸失敗事故。イランのマシュハドにあるマシュハド国際空港への着陸時に事故。17人が死亡。136人が脱出したが、うち19人が負傷[3][4]。